# 千代田線
千代田線（日语：／ Chiyoda sen */?）是日本東京地下鐵營運的路線，由東京都足立區綾瀨站和澀谷區代代木上原站間的本線與綾瀨站和北綾瀨站間的支線（通稱北綾瀨支線）組成。鐵道要覽內的名稱為「9號線千代田線」。車體路線圖與轉乘資訊使用的路線顏色為綠色，路線記號為C。

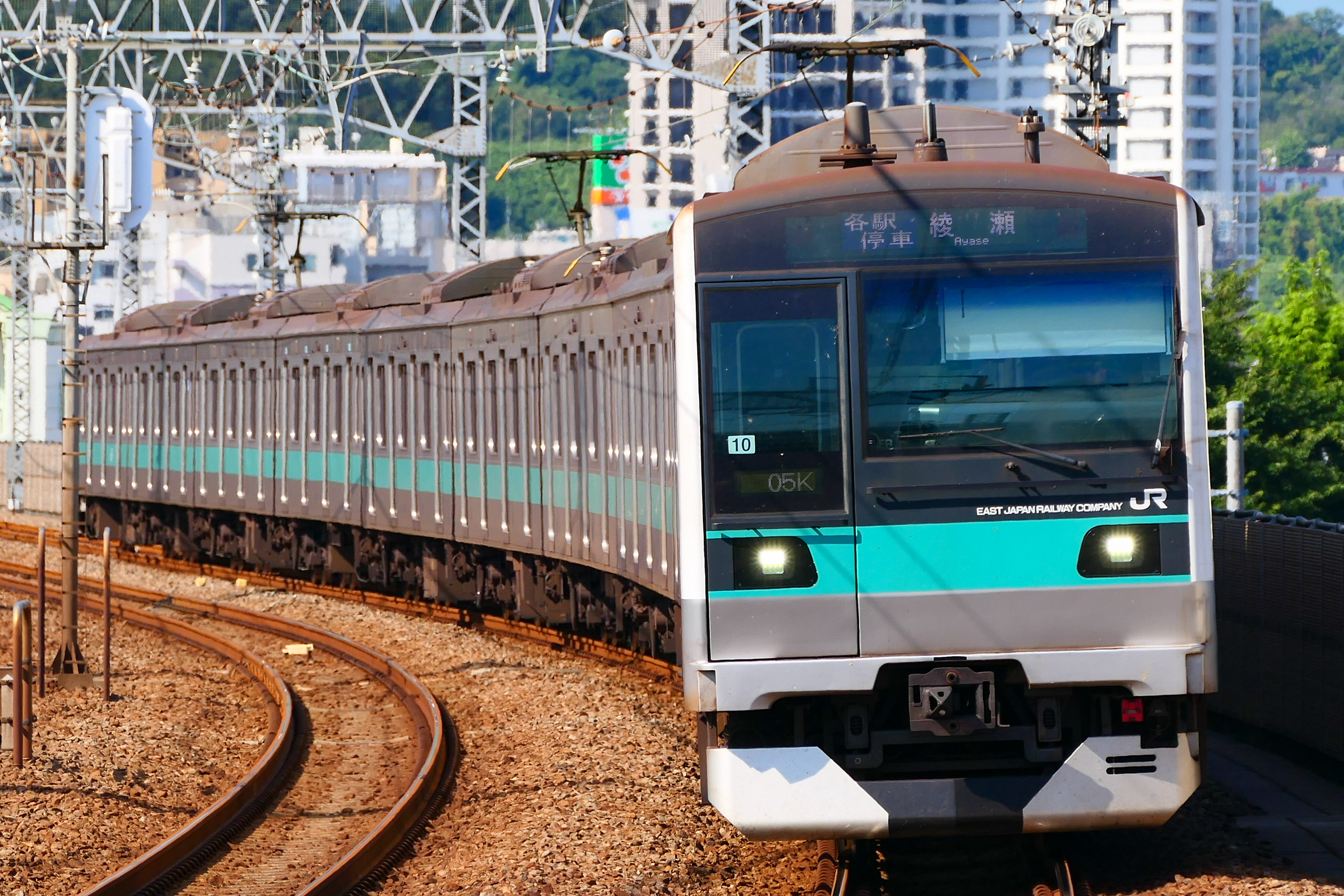
直通千代田線的E233系2000番台電聯車 (2023年7月)

## 地下鐵特急
千代田線於代代木上原站與小田急小田原線直通，設有非各站停車（準急、通勤準急、急行）的車等。而於2008年3月時，小田急將會開設特急列車「浪漫特快」的地下鐵直通運行班次。以地下鐵特急贯通运行而言，都營淺草線早已有空港快特（エアポート快特）駛入的先例。不過，在地下鐵以指定席特急級別運行，則是日本史上第一次。预定列車於千代田線中將會停靠北千住、大手町、霞關、表參道4站。除此之外每年約有30天（通常是星期六、日），亦會開設經由有樂町線（千代田線和有樂町線之間有連絡線連結）、往來新木場站直通的臨時特急「海灣度假」（ベイリゾート，Bay Resort）亦在预定班表之內。有樂町線内的途中停車站有豐洲站和新木場站兩個。

## 路線資料
- 路線距離（營業距離）：24.0公里（本線21.9公里、支線2.1公里）
- 軌距：1067毫米
- 站數：20個（包括起終點站）
- 複線路段：全線
- 電氣化路段：全線（直流1500V高架電纜）
- 閉塞方式：車內信號閉塞式
- 保安裝置（日语：自動列車保安装置）：新CS-ATC、ATO（只限北綾瀨支線）
- 列車無線（日语：列車無線）方式：誘導無線（日语：誘導無線）（IR）方式
- 最高速度：本線80公里/小時、北綾瀨支線60公里/小時
- 平均速度：本線42.2公里/小時
- 表定速度：本線34.4公里/小時
- 車輛基地：綾瀨檢車區（日语：綾瀬車両基地）、代代木車庫
- 地面路段：代代木上原站附近、北千住－綾瀨－北綾瀨段（本線共計2.9公里、北綾瀨支線全線）

## 沿革
- 1964年（昭和39年）
  - 4月24日：營團內部確定興建都市計劃第9號線的計劃。
  - 5月15日：第9號線上千葉町（現時綾瀨）－代代木大山（現時代代木上原）段申請地方鐵道敷設免許。
  - 12月18日：取得免許。
- 1966年（昭和41年）7月30日：北千住－大手町段開工。之後各路段依次開工。
- 1968年（昭和43年）12月16日：霞關－代代木公園段開工。至此千代田線全線開工。
- 1969年（昭和44年）
  - 9月26日：9號線名稱確定為千代田線。
  - 12月20日：北千住－大手町段（9.9公里）通車。至此，營團地下鐵總營業距離突破100公里。當時6000系以試驗車輛作為測試，最後全線以5000系（日语：営団5000系電車）運行。
- 1971年（昭和46年）
  - 3月20日：大手町－霞關段（2.2公里）通車。6000系開始營業，並全日以10節編組運行[2]。
  - 4月20日：綾瀨－北千住段（2.6公里）通車。開始與日本國有鐵道（國鐵）常磐緩行線直通運行至我孫子。至此國鐵常磐線將路線轉移至營團千代田線，綾瀨－北千住段在車費計算上成為雙重戶籍路段。
- 1972年（昭和47年）10月20日：霞關－代代木公園段（6.2公里）通車。
- 1978年（昭和53年）
  - 3月31日：代代木公園－代代木上原段（1.0公里）通車，全線通車。開始與小田原線直通運行至本厚木（起初只限平日早晚，小田急線內以準急運行）。
  - 5月17日：北綾瀨－綾瀨段申請地方鐵道敷設免許。
  - 9月1日：北綾瀨－綾瀨段取得免許。
- 1979年（昭和54年）12月20日：綾瀨－北綾瀨段支線（2.1公里）通車（回廠線客運化）。
- 1981年（昭和56年）10月5日：5000系除北綾瀨支線以外停運，北綾瀨支線用的列車改為屬東西線。
- 1982年（昭和57年）11月15日：延長與常磐緩行線直通運行路段至取手。國鐵直通列車203系1000番台（日语：国鉄203系1000番台電車）開始營業。
- 1987年（昭和62年）4月1日：國鐵分割民營化，直通的公司改為東日本旅客鐵道（JR東日本）。
- 1988年（昭和63年）：小田急電鐵引入新式直通用車輛1000型（直通對應車只限部分編組），1990年（平成2年）依次替換9000型列車（9000型為地面專用，並於2006年停運）。
- 1991年（平成3年）3月16日：加強與小田急線於假日的直通運行。
- 1993年（平成5年）3月18日：06系（日语：営団06系電車）開始營業。
- 1995年（平成7年）3月20日：發生東京地鐵沙林毒氣事件。
- 1997年（平成9年）10月12日：營團地下鐵首部活動列車「Dream Express'97」開始於多摩線唐木田－霞關間來回運行（此外，有樂町線、日比谷線亦有同樣的活動列車同時運行）。
- 1998年（平成10年）3月11日：代代木上原－代代木公園段發生3名職員於回廠列車死亡的事故。
- 1999年（平成11年）
  - 11月27日：全線新CS-ATC化。
  - 12月4日：伴隨新CS-ATC化更改時間表。本線的最高速度由75公里提升至80公里。綾瀨－代代木上原所需時間減少50秒至38分10秒。JR東日本增加2編組209系列車（1000番台）。
- 2000年（平成12年）12月2日：大量增加與小田急線直通運行列車（中午每30分鐘一班），新增由多摩線唐木田至綾瀨的急行（起初只限單向1班的小田急列車運行）。千代田線車輛可以在小田急線內夜間放置。
- 2001年（平成13年）8月26日：為配合翻新工程，綾瀨－北千住段全日停運。
- 2002年（平成14年）3月23日：小田急線直通列車大半由相模大野站到發的準急改為多摩線唐木田到發的多摩急行（日语：多摩急行）（營團列車首次有定期列車直通至多摩線）。綾瀨－北綾瀨段開始一人控制。
- 2003年（平成15年）3月29日：營團列車停止於小田原線內到發。本厚木、相模大野到發的定期列車自此至2016年3月25日均為小田急列車的主力。
- 2004年（平成16年）
  - 4月1日：帝都高速度交通營團民營化，由東京地下鐵繼承。
  - 12月11日：小田急線增加直通運行列車（急行、多摩急行）。小田急車輛可以於綾瀨車輛基地夜間放置。
- 2006年（平成18年）5月15日：早上通勤時間帶引入女性專用車。
- 2007年（平成19年）
  - 3月18日：引入PASMO。
  - 小田急電鐵引入新直通用車輛4000型（1000型直通對應車至2011年為止依次轉為地面專用）。
- 2008年（平成20年）
  - 3月15日：全車指定席特急（浪漫特快60000型「MSE」）開始運行。
  - 9月11日：07系（07-101編組）以與東西線相同編組和藍色帶開始在千代田線運行至12月。
- 2009年（平成21年）9月9日：JR東日本引入新直通用車輛E233系（2000番台）。
- 2010年（平成22年）
  - 1月1日：臨時特急浪漫特快「地下鐵新年號」於北千住－片瀨江之島運行，是首次在元旦的臨時列車使用小田急浪漫特快60000型「MSE」列車。
  - 11月4日：16000系開始營業[3]。
- 2011年（平成23年）
  - 3月14日：受同月11日發生的東日本大地震發電廠電力供應緊迫影響，東京電力實行輪流停電（計劃停電）（日语：輪番停電）。自此停止與小田原線、多摩線直通運行，特急浪漫特快停運。
  - 4月1日：恢復平日繁忙時間與小田原線、多摩線的直通運行。
  - 4月29日：特急浪漫特快恢復運行。
  - 7月2日：六、日、假期恢復與小田原線、多摩線直通運行。
  - 9月12日：平日中午恢復與小田原線、多摩線直通運行，回到東日本大地震發生前的運行[4]。
- 2014年（平成26年）
  - 3月15日：更改時間表，中午代代木上原－綾瀨段加密班次至5分鐘，綾瀨－北綾瀨段加密班次至10分鐘。
  - 4月28日：綾瀨－北綾瀨段開始以05系營業[5]。
- 2015年（平成27年）
  - 1月28日：06系停運（9月22日廃車）[6]。
- 2016年（平成28年）
  - 3月26日：更改時間表，JR、東京地下鐵、小田急3間公司的車輛改變互相直通的使用形態，增加與小田急線的直通列車（大半由多摩急行改用）。地下鐵列車於13年來再度於小田原線內到發列車（準急）。
- 2018年（平成30年）3月17日：時刻表改正，與小田急小田急線的直通列車當中直通多摩線列車大幅削減，除了平日早上取手開往唐木田的1班列車以外只限直通小田原線，直通運行路段延長至伊勢原站。
- 2019年（平成31年）3月16日：北綾瀨站月台延長至10節編組。時刻表改正，代代木上原－北綾瀨間開始直通運行。日間在綾瀨到發的半數列車改在北綾瀨到發。黃昏夜間時間帶增發列車[7]。平日早上往唐木田的列車由取手開出改為北綾瀨開出。
- 2020年（令和2年）
  - 3月7日：綾瀨站的1－4號月台啟用月台閘門，全線車站設置完成並啟用。
  - 3月14日：時刻表改正，一部分列車的目的地與車輛運用進行更改。另外小田急多摩線往唐木田的列車繼續只保留1班，並改在週末假日運行，開出車站由北綾瀨站改為由松戶站開出。
- 2022年（令和4年）
  - 3月12日：取消了与小田急多摩线之间的直通列车。

## 運行形態
定期列車除了後述的特急浪漫特快（Metro箱根、Metro江之島、Metro Morningway、Metro Homeway）外全部各站停車。對於小田急線直通列車則在小田急線內導覽列車類別（各站停車、準急、急行）。
現在運行的營業列車除特急外必停綾瀨站。這意味著綾瀨站開往代代木上原站的A線全部為綾瀨站、北綾瀨開出與常磐線開抵的直通，而代代木上原站開往綾瀨站的B線全部都運行至綾瀨站。因此沒有在A線的中途站始發或在B線的中途站停運的列車。
平日早晚繁忙時段約每2至4分鐘1班，日間時段約每5分鐘1班，早上有少數列車霞關站到發與開往明治神宮前站的列車運行。週末假日除早晩外全日約每5分鐘1班。
| 類別＼站名 | 我 孫 子 | … | 北 綾 瀨 | 北 綾 瀨 | 綾 瀨 | 綾 瀨 | … | 代 木 上 原 | 代 木 上 原 | … | 成 城 學 園 前 | 成 城 學 園 前 | … | 向 丘 遊 園 | 班次 |
| ---------- | -------- | - | -------- | -------- | ----- | ----- | - | ----------- | ----------- | - | -------------- | -------------- | - | ----------- | ---- |
| 急行       |          |   | =        | =        |       |       |   |             |             |   |                |                |   |             | 3班  |
| 各站停車   |          |   | =        | =        |       |       |   |             |             |   |                |                |   |             | 3班  |
| 各站停車   |          |   |          |          |       |       |   |             |             |   |                |                |   | 3班         |      |
| 各站停車   |          |   |          |          |       |       |   |             |             |   |                |                |   | 3班         |      |
| 各站停車   |          |   |          |          |       |       |   |             |             |   |                |                |   | 3班         |      |

兩端車站以外列車可進行折返的車站有北千住站、根津站、湯島站、大手町站、霞關站、表參道站、明治神宮前〈原宿〉站與代代木公園站。根津站、表參道站、代代木公園站以外各站都有設定到發列車，並在包括沒有設定目的地的定期列車的所有車輛也有方向幕。湯島站近綾瀨與霞關站近代代木上原存在渡線，夜間將列車留置，並在翌日早上充當該站始發列車（湯島站渡線可以向根津站方向出入，可作為根津站到發的折返使用）。大手町站到發只限平日晚上下行特急浪漫特快。使用湯島站渡線回送至大手町站，而不在大手町站直接折返。在明治神宮前站－代代木公園站間，並在代代木公園正下設置往代代木車庫的回送線分岔，緊急時期在明治神宮前站折返時可用此回送線折返（明治神宮前站構內不設轉轍器，不能直接折返）。平日下行往明治神宮前的列車在明治神宮前站卸客後將回送至代代木車庫。此車庫的列車充當代代木上原始發的B線列車時，回送列車將送至代代木上原站。一部分往代代木上原的列車作為折返B線回送列車，則直接回送至代代木車庫。

### 常磐線與小田急線的互相直通

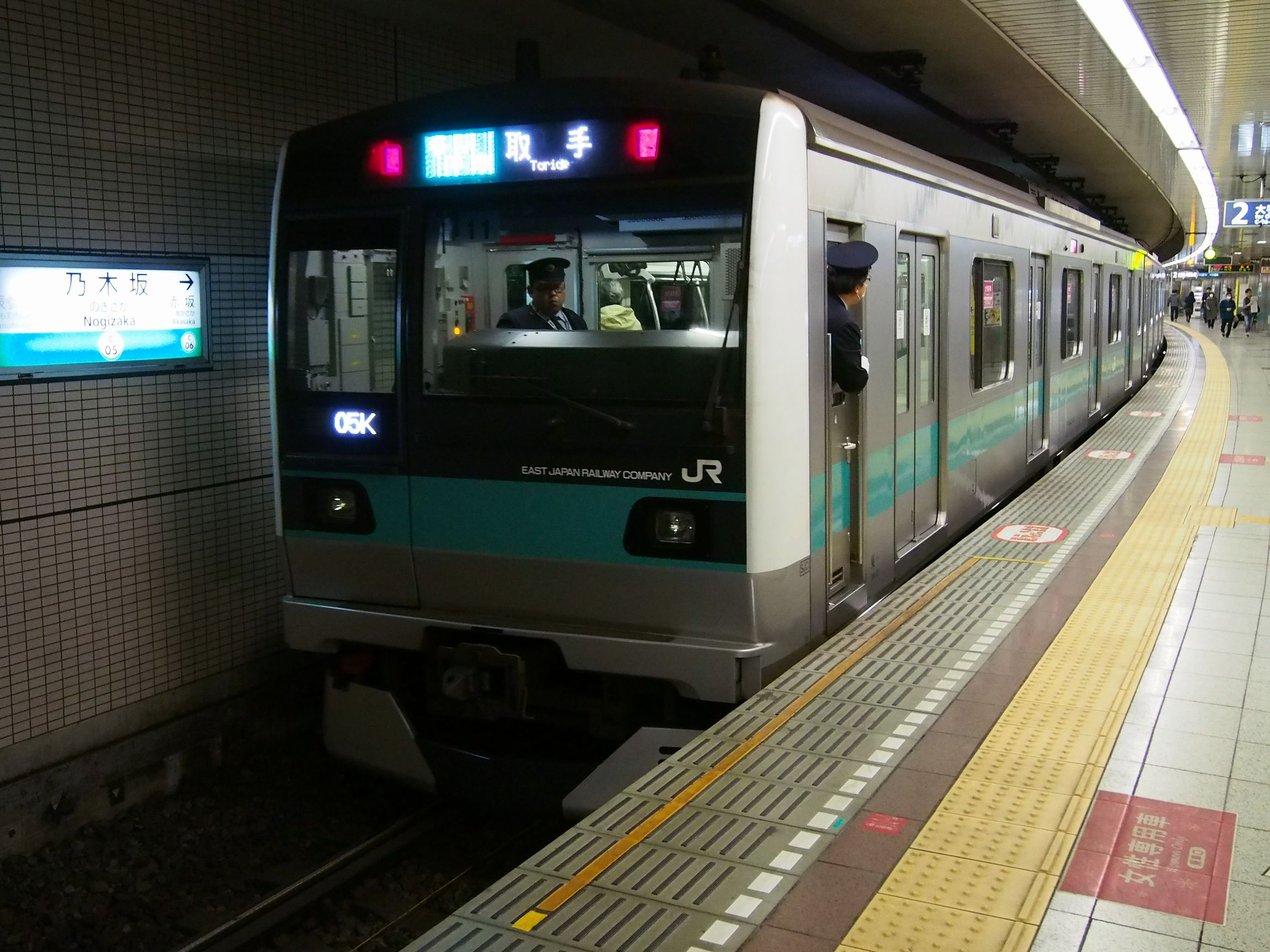
只限早上與黃昏運行的JR常磐線直通各站停車往取手

代代木上原站起可直通至小田急小田原線的伊勢原站，而另一端的綾瀨站亦可直通至JR東日本常磐緩行線的取手站。
較特別的是由於千代田線與常磐緩行線運行形態已經一體化，實質上可視為千代田線延長。因此車站的列車導覽為強調常磐緩行線的存在，往綾瀨站的列車會廣播「此電車以綾瀨為終點站」，北千住站的常磐線直通列車則廣播為「常磐線各站停車」（這是因為北千住站是與常磐快速線的轉乘站）。遇上故障時多數會停止與小田急線的直通運行，與常磐緩行線的直通運行中止也不會停止綾瀨站2面3線的構造當中中線以外兩方向的折返運行，那怕是時刻表大幅混亂亦是如此（綾瀨站－松戶站間發生運輸事故時可以取消，但是最優先恢復）。常磐緩行線開的上行列車雖然大多數都直通至千代田線，近早上繁忙時間結束時至日間時段中心多數都設定千代田線側不直通至常磐線的列車，平日8至9時台半數以上往綾瀨或北綾瀨，日間約半數列車在綾瀨站或北綾瀨站折返。另一方面，繁忙時段平日黃昏夜間與週末假日早上大半直通常磐線，綾瀨站、北綾瀨站到發的線內列車甚少。
常磐線方向最遠直通至取手站，取手站到發只限早晚時段，日間、夜間時段不運行（週末假日的下午由14時起），主要以我孫子站到發運行。與常磐線的直通列車的首班車在北千住站到發，都在4時運行（松戶開往北千住、綾瀨開4時38分，北千住開往我孫子、北千住開4時54分）。東京地下鐵各線營業運行開始時刻不是5時也是在之後3分鐘以內（只有東西線東陽町4時58分開往西船橋），此列車是例外。在北千住站，往北千住的列車是常磐線快速往上野的首班列車，北千住開的列車可接續上野開的首班快速列車。末班車也有開往北千住（A線0時30分到）、始發（B線1時04分開往松戶），前者為常磐線快速往上野接續末班車，後者可接續此快速往松戶的末班車。尤其後者北千住開往松戶，是東京地下鐵線內唯一在1時運行的列車。
與小田急線的直通列車幾乎是全日設定，各站停車、準急、通勤準急（平日早上只限小田急側起直通）、急行運行。直通運行的範圍至伊勢原站、唐木田站為止，往唐木田在週末假日早上急行只限1班，實質上只直通小田原線。越過複複線、三線路段運行列車只限早上與黃昏晚間，除此以外以成城學園前站、向丘遊園站到發為主體。類別一定程度上受時段限制，根據時段分為各站停車、準急、急行的3個類別運行。
截至2020年3月14日時刻表改正，作為特急以外的千代田線直通列車最長距離運行列車為取手站開往伊勢原站的急行（平日黃昏與週末假日黃昏各1班。營業距離100.2公里）。此取手站－伊勢原站間的急行作為東京地下鐵直通列車全體不需特別收費的列車，超過半藏門線的中央林間站－南栗橋站間（營業距離98.6公里）成為最長。時刻表改正以前的最長距離運行列車為2016年3月26日時刻表改正起設定的取手站－本厚木站間的準急。另外此準急是在2000年12月2日時刻表改正以前的設定，當時在千代田線與常磐線直通類別只限準急。在此後，直通列車以唐木田站到發的多摩急行為中心，2003年3月29日時刻表改正，常磐線內到發的準急一度取消，至2016年3月26日為止之間唐木田站－取手站間（營業距離80.2公里）的列車是特急以外千代田線直通列車運行最長距離的列車。往唐木田站的列車在2018年3月17日以後只餘下A線取手站始發的各站停車在平日的1班，2019年3月16日時刻表改正改為北綾瀨站始發，2020年3月14日時刻表改正改在週末假日在松戶站始發。
若包括收費特急，千代田線直通運行最長距離的列車是北千住站－箱根湯本站間的特急「Metro箱根」（平日1班來回，週末假日3班來回，營業距離104.4公里）。同時東京地下鐵直通列車運行最長距離的列車變成2017年3月25日時刻表改正開始運行途經副都心線來往元町·中華街站－西武秩父站間（營業距離113.8公里）的收費座席指定列車「S-TRAIN」（週末假日只限1班來回）。但是此列車並非由東京地下鐵的車輛運行。
JR東日本車輛（以後本節皆稱JR車）的車次編號末尾為K，東京地下鐵車輛為S，小田急車輛為E。JR與東京地下鐵的車次編號與其他路線共通。小田急線內根據列車類別與運行次序排列車次編號。各公司的3社直通對應車輛基本上全部皆在直通運行範圍內，往唐木田則為小田急車輛設定。
2016年3月26日時刻表改正以前，充當3路線直通運用的車輛只限東京地下鐵車輛，沒有JR車輛直通小田急線與小田急車輛直通JR線。這是因為JR車輛與小田急車輛的列車無線無法感應對方（但是千代田線與常磐緩行線的保安裝置相同，小田急車輛由開始有和JR無線的準備工作。JR側實際也沒有使用，不過仍制定了車次編號末尾為「E」供小田急車輛用）。受此制約，綾瀨站到發列車只能在很少時段設定小田急線直通列車。為了減少不便，2013年4月起JR車輛、小田急車輛進行3路線直通運行對應工作，並自2016年3月26日時刻表改正起3間公司開始直通運行。結果在日間時段與平日黃昏夜間的直通列車已達1小時3班，除早上、末班車間外已是所有時段都有直通列車。
在經過這些改善後，2016年3月26日時刻表改正開始運行唐木田站到發的急行、多摩急行與本厚木站到發（平日早上B線1班為海老名站始發）的準急（平日早上繁忙時段時B線只通過經堂站、向丘遊園站全日停靠）。急行設定為於日間時段與平日早上繁忙時段時B線、週末假日黃昏、多摩急行外的時段，準急設定為早上與黃昏夜間。如同前述，在此以前包括至2018年3月17日為止的時刻表改正類別都取決於到發站。

### 綾瀨－北綾瀨間
綾瀨站至北綾瀨站的路段在開業當初採用3節編組的列車全日折返運行，形成獨立運行形態。但是導覽上卻不稱呼「支線」，只稱呼「千代田線」，沒有像丸之內線支線的車站編號一樣，此段與代代木上原站－綾瀨站間共通編號和同一路線記號。開業時用作設置的綾瀨站與車輛基地（綾瀨檢車區）連結的車庫線並有營業用，開業前的北綾瀨站根據需求預測將月台有效長度建為3節編組。此段全線高架，完全沒有地下段。
2002年3月23日起此路段的3節編組列車實施一人控制，綾瀨站0號月台、北綾瀨站設置月台閘門。另外自動列車運行裝置（ATO）也先於代代木上原站－綾瀨站間引入。
2013年度的事業計劃將北綾瀨站的月台有效長度延伸至10節編組，並公佈實施由代代木上原方向直通運行北綾瀨的計劃，2019年3月16日時刻表改正起北綾瀨開始運行10節編組列車。當中一部分與小田急線直通運行。雖不位於與常磐線的直通運行路段，但也有JR車輛駛入。此以後綾瀨站－北綾瀨站間的區間列車基本上由3節編組運行，10節編組的區間列車只設定數班。

### 與有樂町線的聯絡線
霞關站附近與有樂町線櫻田門站連結、全長572公尺的單線聯絡線。此線在東京地下鐵稱為8、9號聯絡側線，供有樂町線與南北線（市谷站構內兩線有聯絡線）車輛重整備進入綾瀨工場的回送與特急「Bay Resort」、東京灣大煙火祭（小田急線起直通往有樂町線新木場）等的臨時列車通過聯絡線。

### 特急浪漫特快

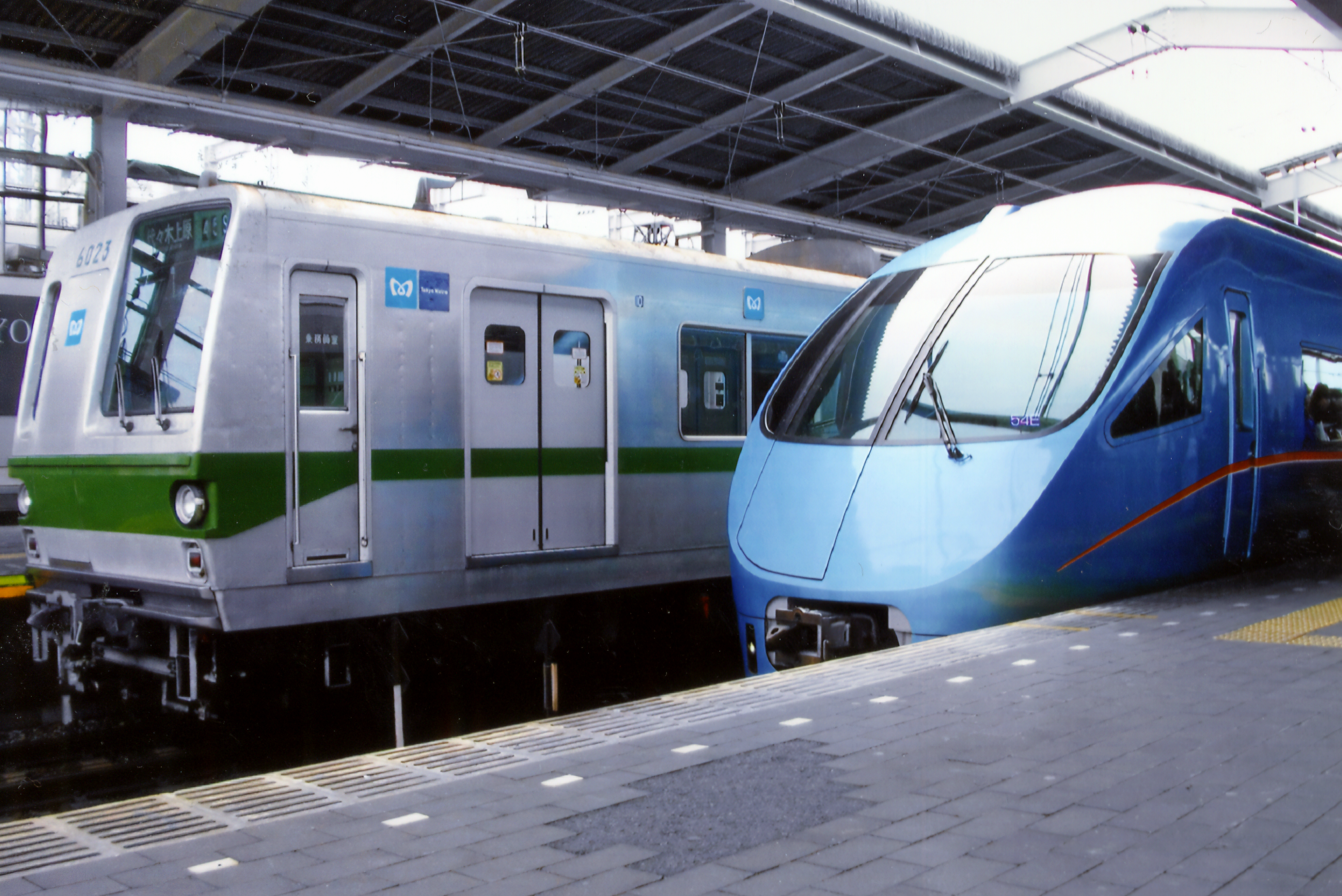
東京地下鐵6000系（後）與直通千代田線的小田急浪漫特快60000型「MSE」（前）
（代代木上原站）

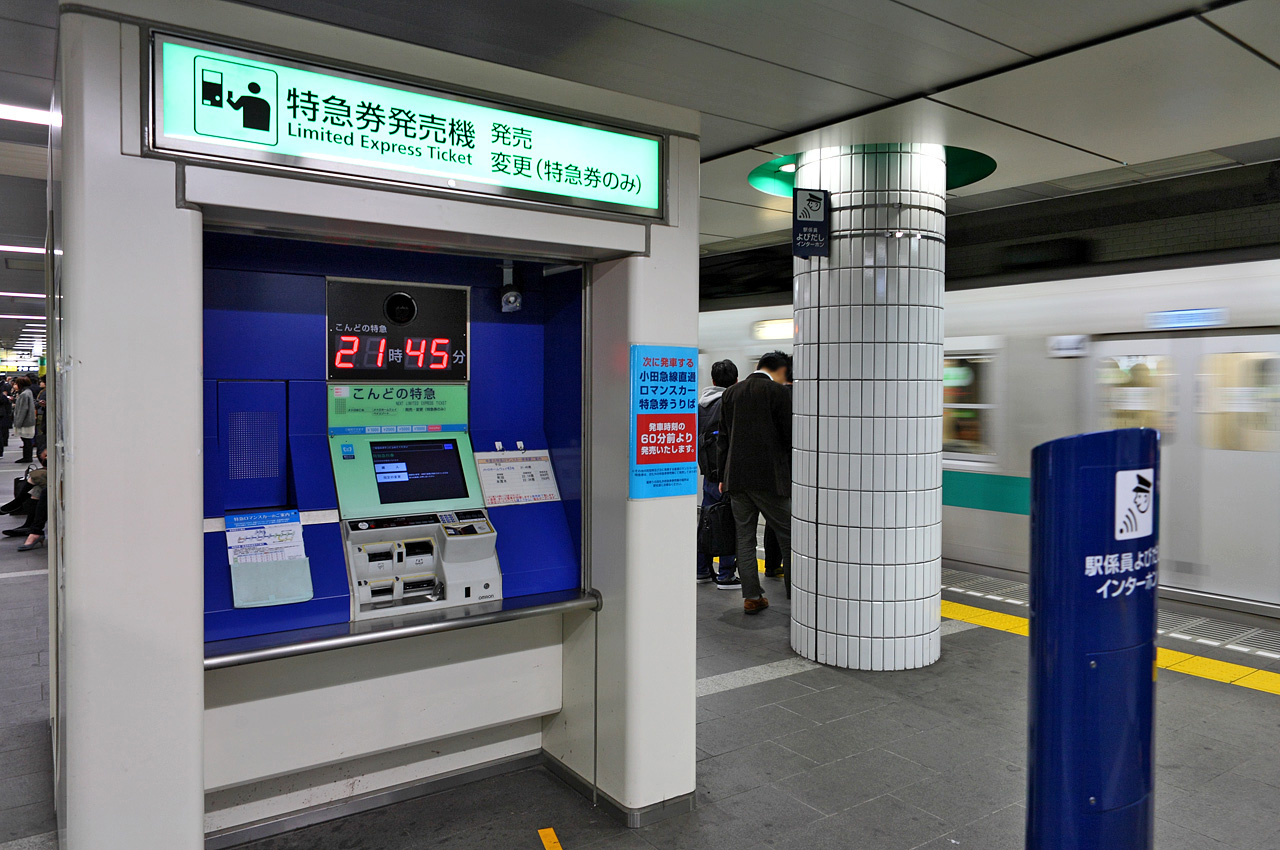
月台上的特急券自動售票機
（表參道站）

北千住站與小田急小田原線、箱根登山鐵道箱根湯本方向、小田急江之島線片瀨江之島方向之間有全車指定席的特急浪漫特快運行。2008年3月15日起開始運行，是東京地下鐵、營團也是日本的地下鐵系統史上首次出現指定席特急列車。車輛為小田急電鐵特地用於直通地下鐵的60000型「MSE」。
列車名方面，本厚木開往北千住為「Metro Morning Way」、北千住與大手町（只限平日）開往本厚木為「Metro Home Way」、北千住－箱根湯本間為「Metro箱根」、北千住－片瀨江之島間為「Metro江之島（只限週末假日，與Metro箱根併結）」。千代田線內的停靠站為北千住站、大手町站、霞關站、表參道站4站。但是由於線內不設任何待避設備，故此是被前後行走的列車夾着行走。受月台閘門限制，千代田線內的浪漫特快在上下列車時，10節編組列車只開1、4、5、7、8、9號車門上下車，6節編組只開1、4、5號車門上下車。
至2011年為止週末假日當中每年30日程度（運行日視乎年度有所不同）途經前述的與有樂町線的聯絡線開行小田急線起至新木場站直通的臨時特急「Bay Resort」。停靠站為表參道站與有樂町線的豐洲站、新木場站（停靠霞關站，但只作列車變向而運行停車，乘客不能上下車）。2011年10月以後暫停運行，2012年3月17日時刻表改正後停運。此外隨着2016年3月26日時刻表改正，往唐木田方向的「Metro Homeway」也廢除。
隨著這些列車開始運行，小田急線內的成城學園前站有一部分列車停靠。與一般列車同樣在地下鐵線內進行東京地下鐵運行乘務員（列車駕駛、列車長）交替，在乘務員交替的代代木上原站停車，但該站不可上下車（一部分列車會有車內售貨員上下車與車內售賣用的商品在代代木上原站裝卸）。車內售貨員只限小田急餐飲系統的浪漫特快服務員只限小田急線內展開業務。
這些列車不能只在東京地下鐵線內使用，要使用必須跨越小田急線（包括箱根登山線）與東京地下鐵線，無論距離（例：不可使用北千住站→表參道站，但可用於表參道站→成城學園前站等）。亦可只用於小田急線內和箱根登山鐵道線內。
2009年起，由特急浪漫特快的臨時列車代替過去由通勤形電車運行臨時列車（「丹澤紅葉號」→「Metro紅葉號」、「初詣&初日之出號」→「Metro新年號」）。
60000形「MSE」充當小田急線與東海旅客鐵道（JR東海）御殿場線直通的特急「富士山」，系統上可進行千代田線－小田急線－御殿場線的直通運行，2018年12月2日小田急旅遊舉辦的「MSE運行10周年紀念巡遊」用團體臨時列車首次運行綾瀨站開往御殿場站的「Metro朝霧號」。

## 使用車輛

### 自社車輛
- 16000系 - 運行全線。
- 05系 - 只限於北綾瀨站－綾瀨站間運行。

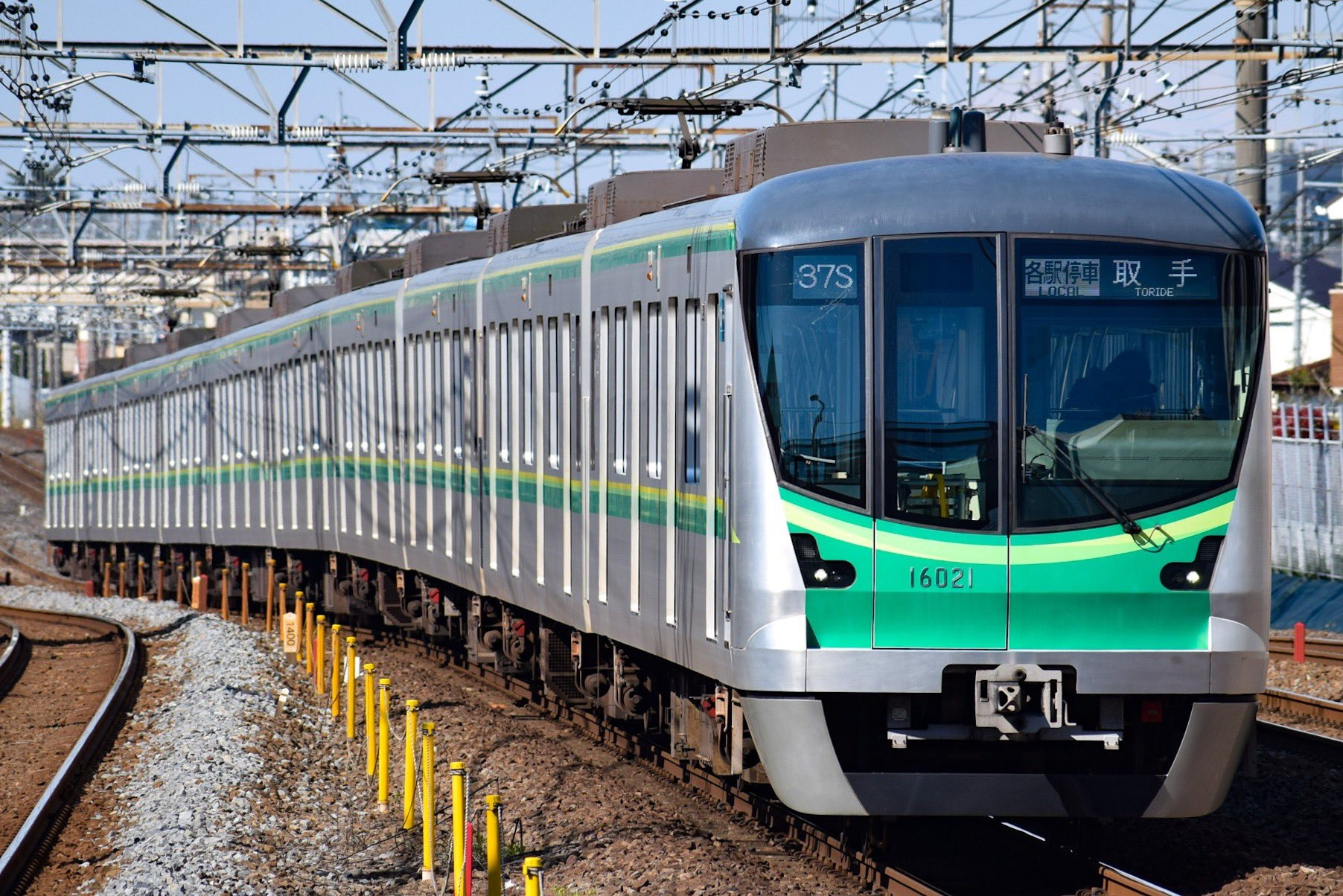
16000系
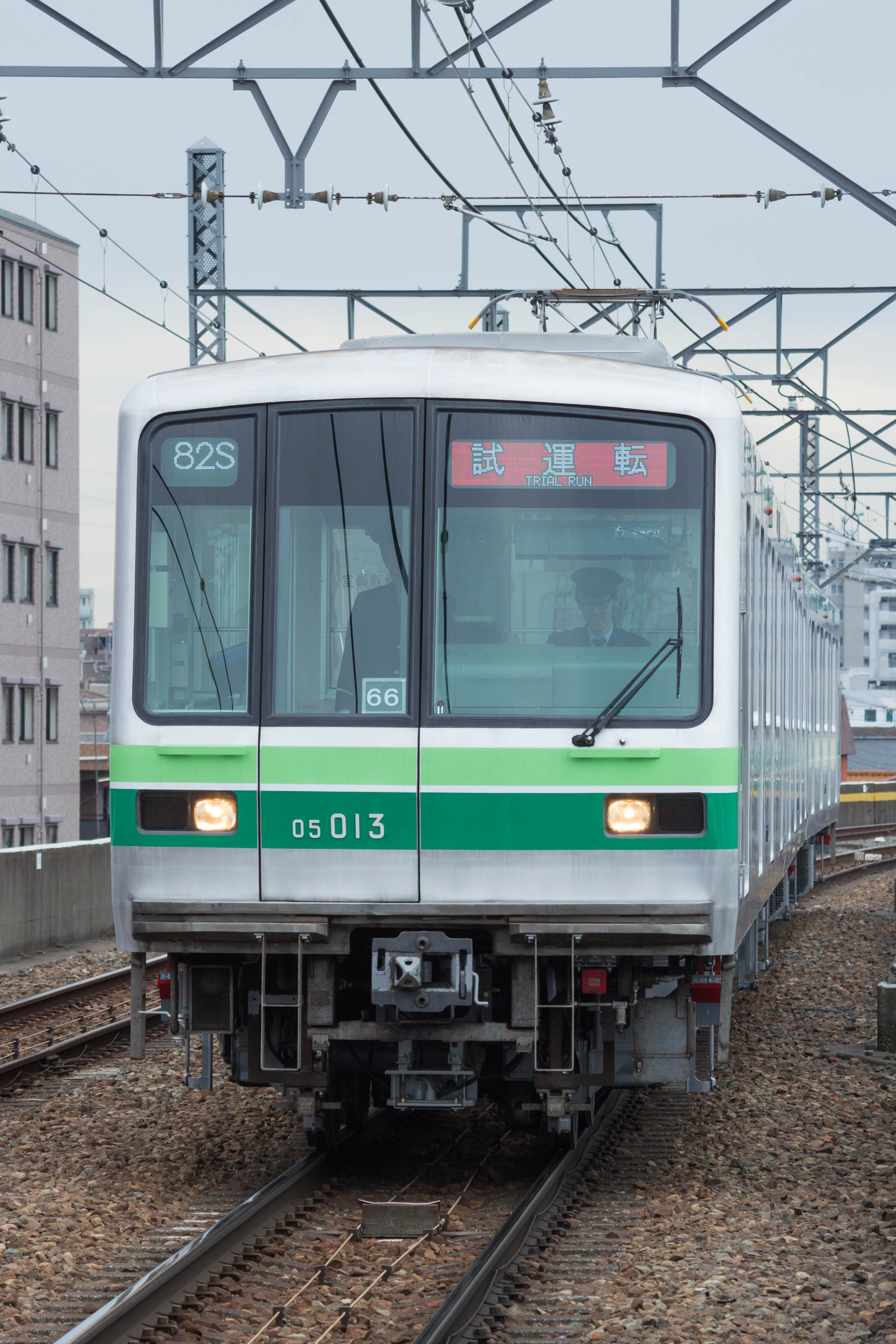
試運行中的05系

### 直通車輛
東日本旅客鐵道（JR東日本）
- E233系2000番台

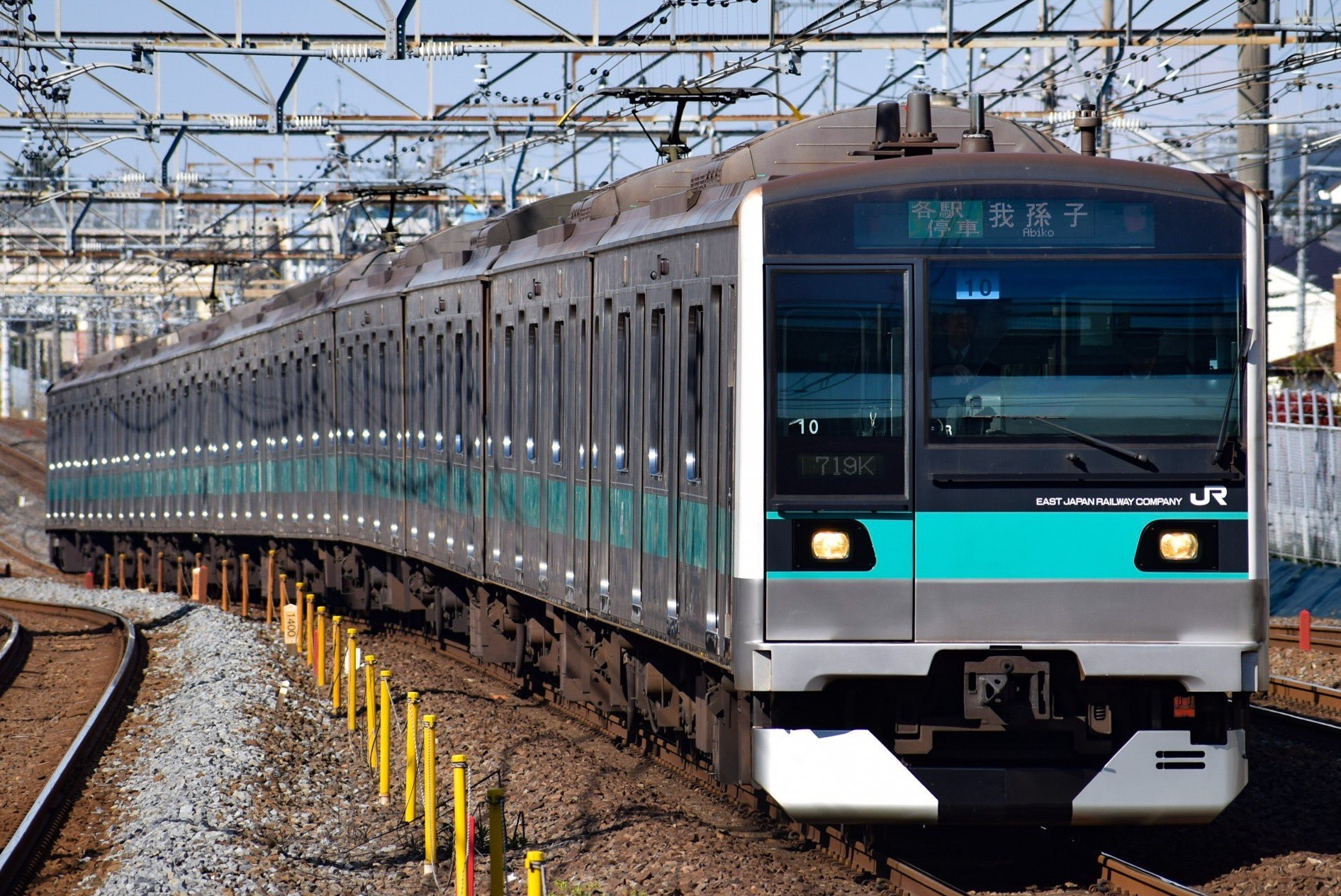
JRE233系2000番台

小田急電鐵
- 4000型
- 60000型「MSE」 - 特急浪漫特快專用。不能直通運行至JR常磐緩行線。

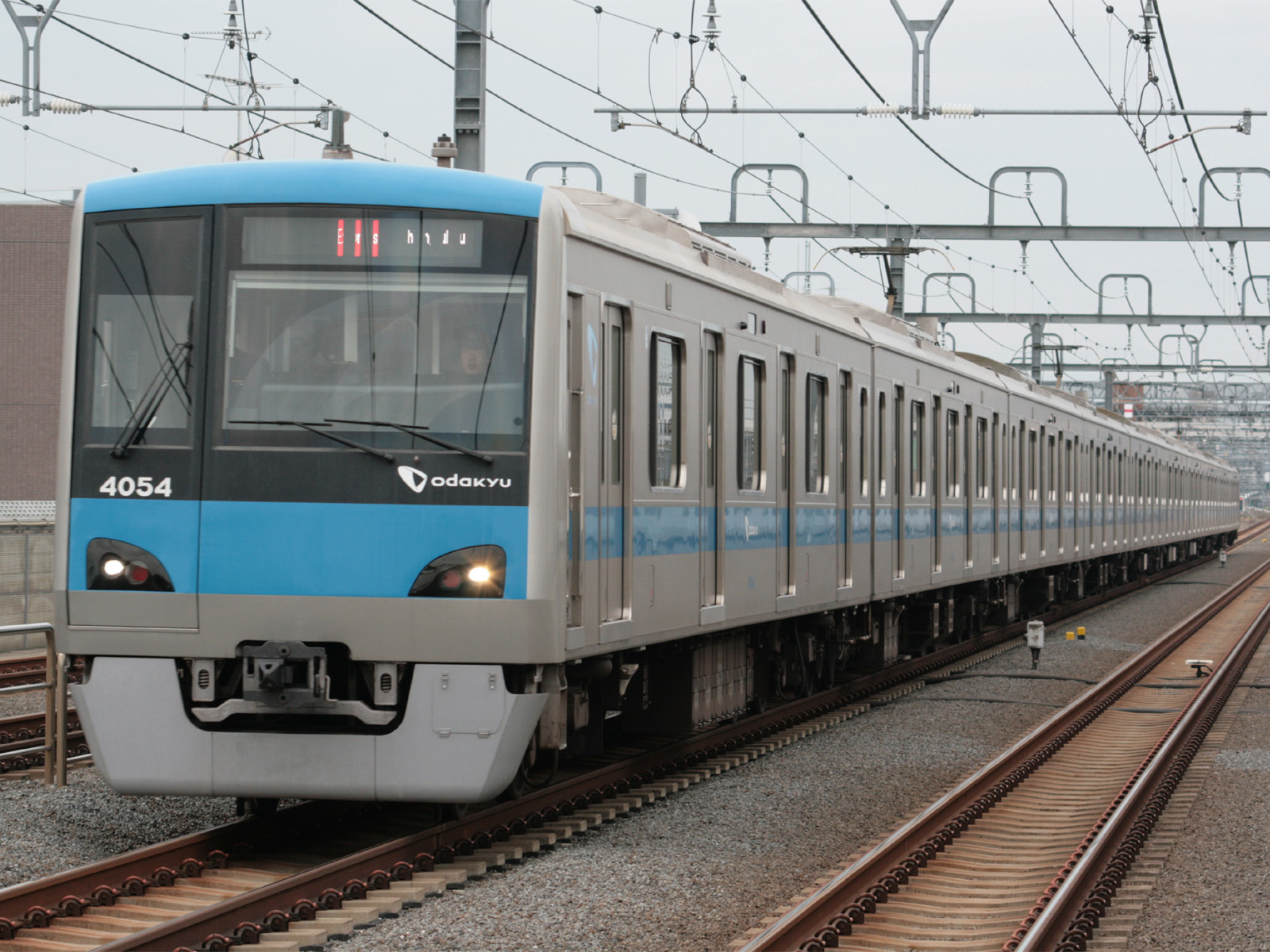
小田急4000型
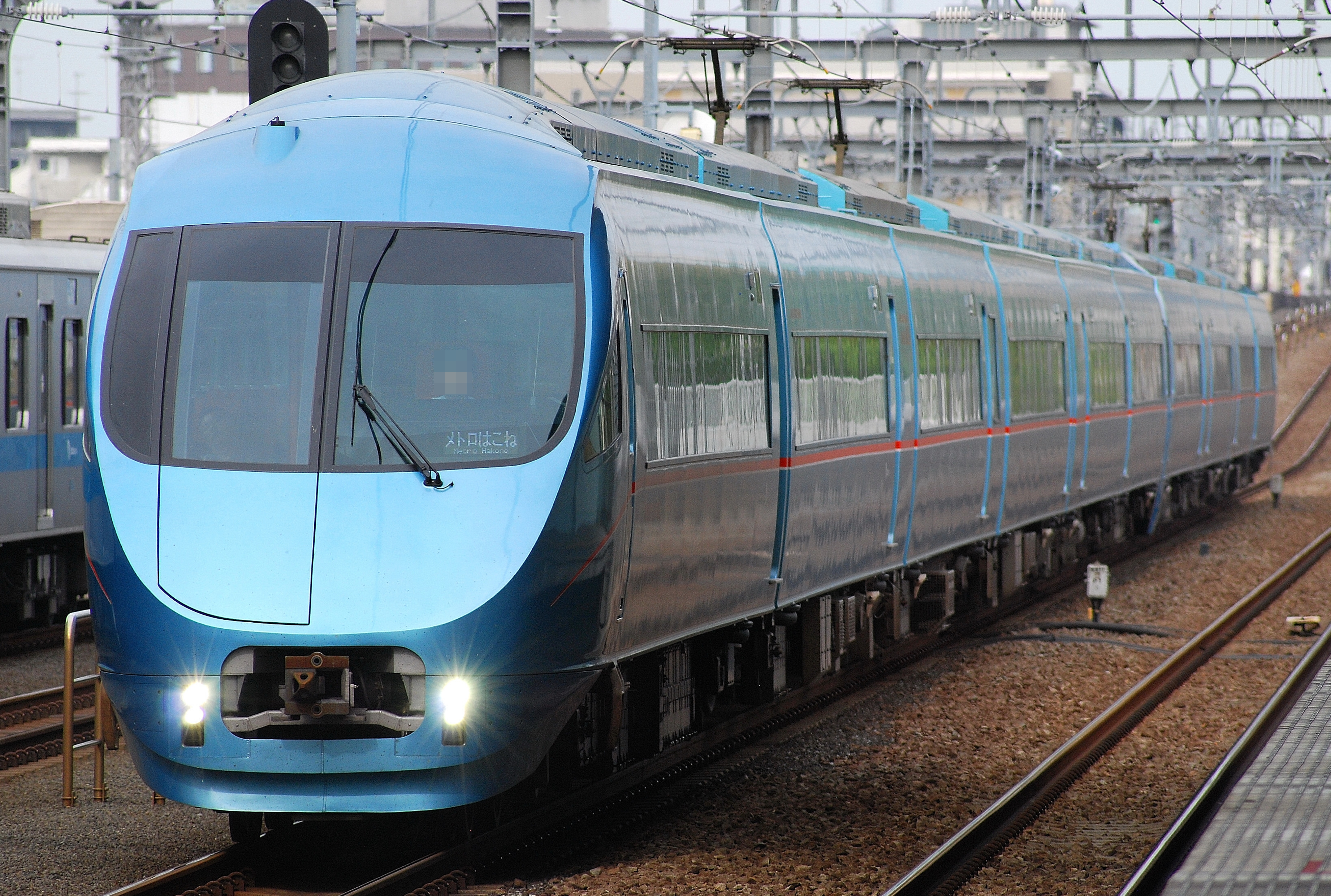
小田急60000型「MSE」

### 過去使用車輛
- 5000系（日语：営団5000系電車）
1969年（昭和44年）開業起使用。1981年（昭和56年）不鏽鋼外殼車輛自綾瀨－代代木上原間撤退，轉屬東西線。此後綾瀨－北綾瀨間仍然使用不鏽鋼外殼車輛，1999年（平成11年）起以鋁製原型車取代不鏽鋼外殼車輛，2014年（平成26年）5月30日停運。
- 6000系
第1次原型車用於綾瀨－北綾瀨間，2014年停運。
第2次原型車於2016年停運。不能直通小田急。　
量產車於2017年5月12日停止直通小田急。2018年10月5日停止定期列車。2018年11月11日停運[16]。
- 06系（日语：営団06系電車）
1993年（平成5年）啟用。2015年（平成27年）1月28日起脫離營運（日语：運用離脱），同年8月9日回送新木場（日语：新木場車両基地）[17]，9月拆解[18]。
- 07系
2008年（平成20年）9月11日起至同年12月之間，第1編組使用東西線色帶營運。

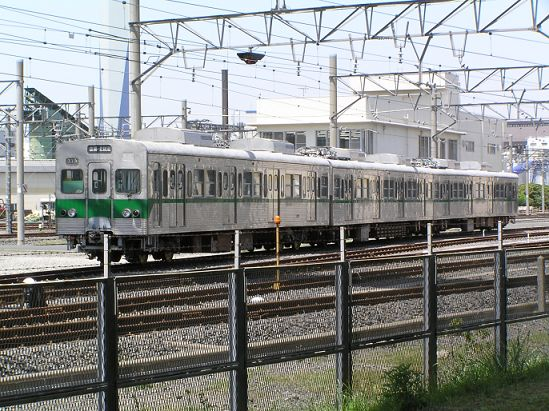
5000系 （不鏽鋼外殼車輛）
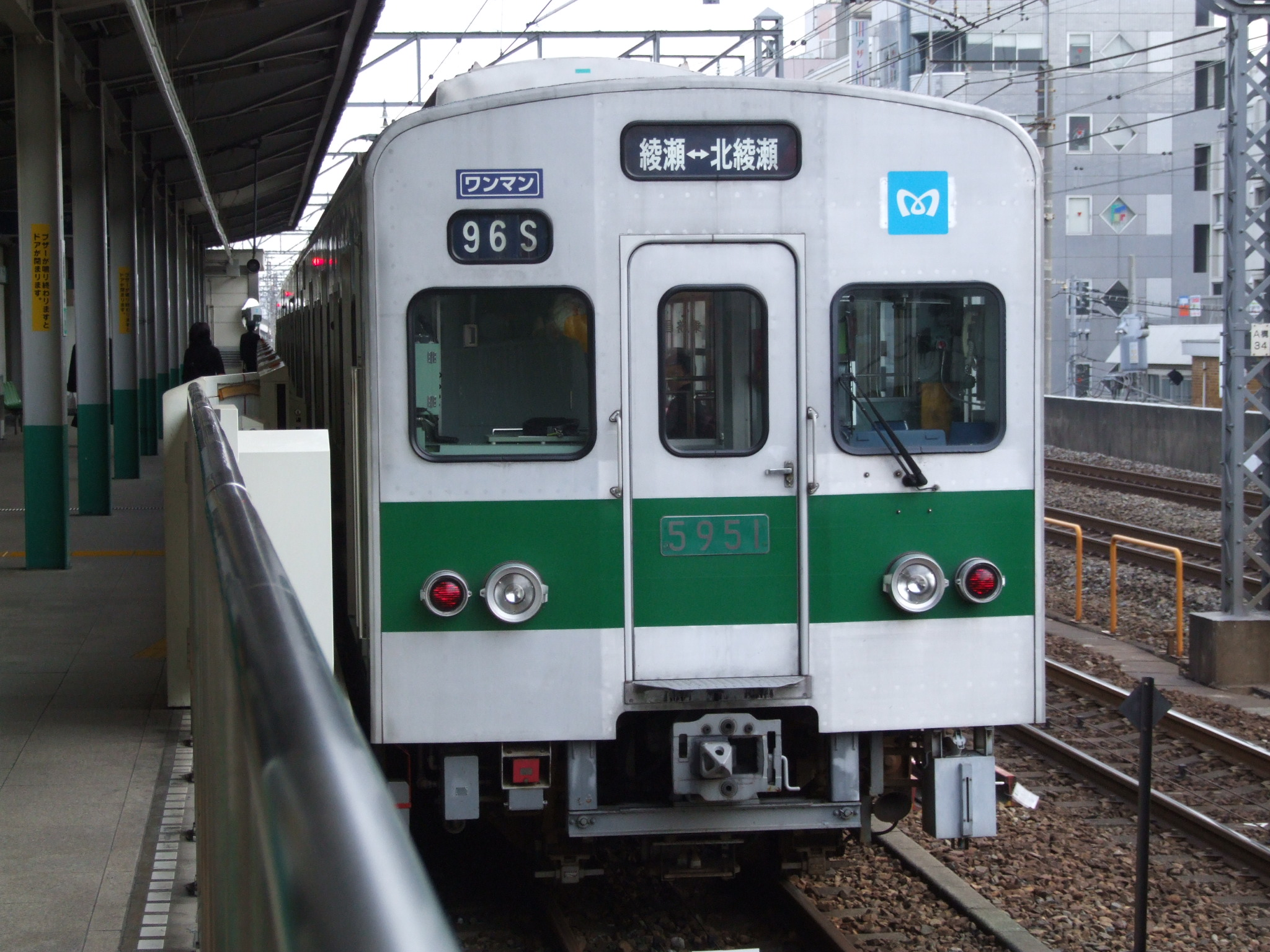
5000系 （鋁製原型車）
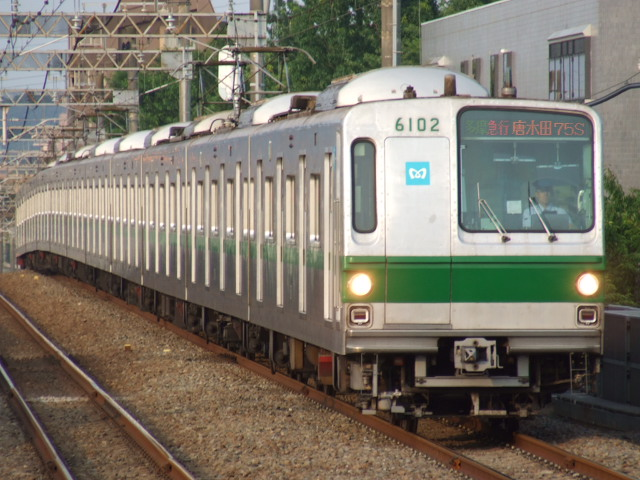
6000系 （量產車）
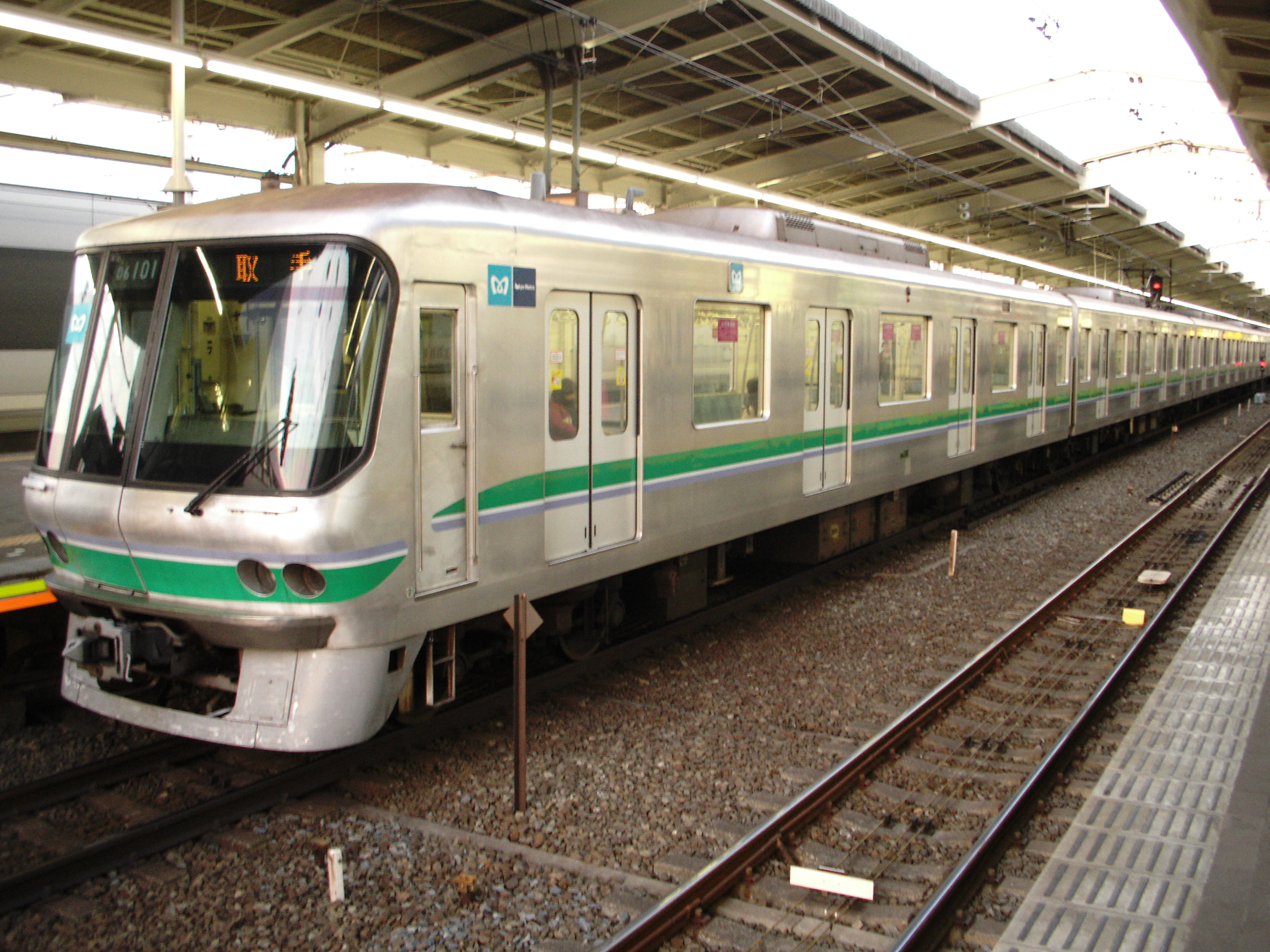
06系
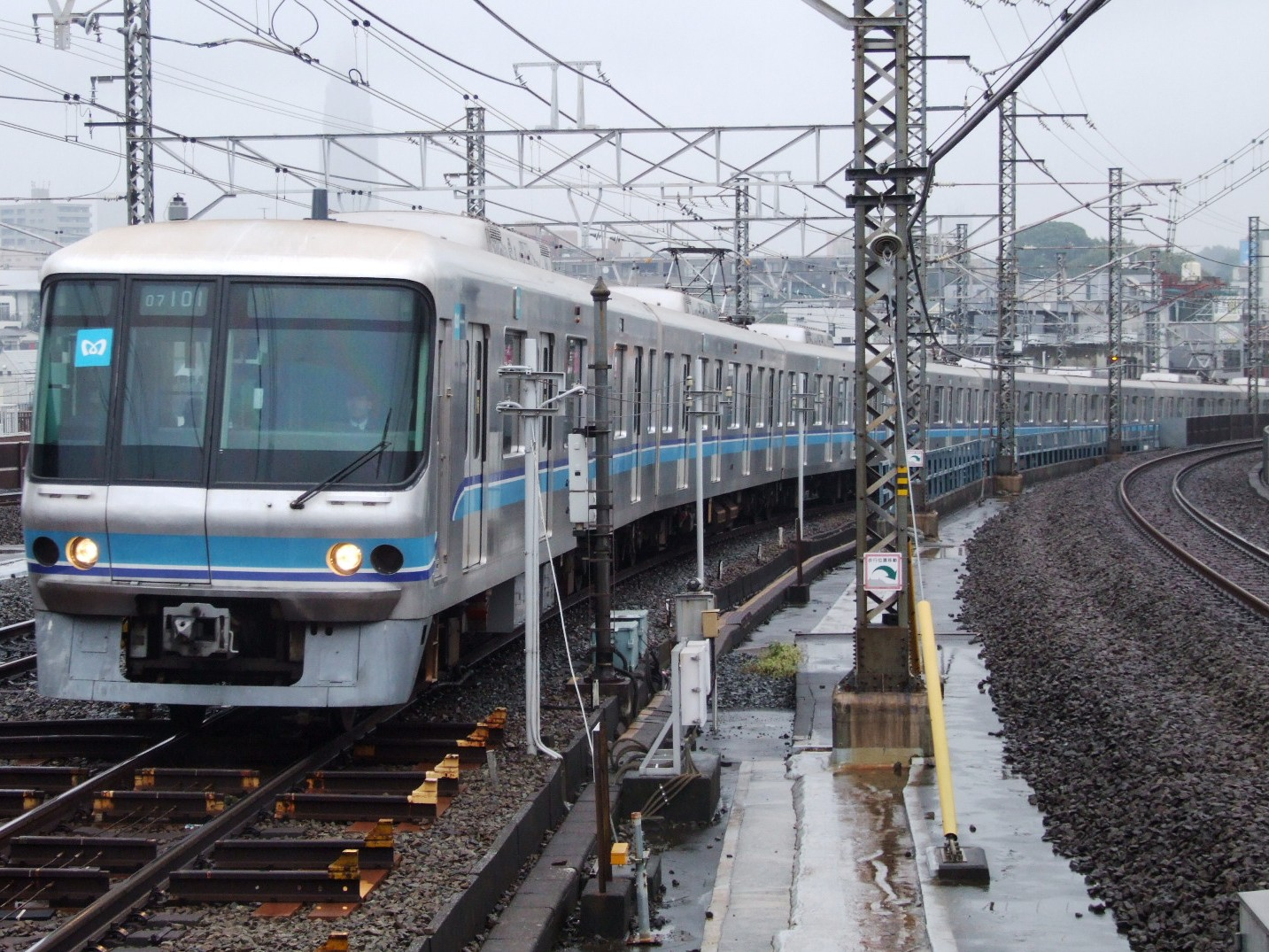
行走千代田線的 07系 （2008年9月30日 / 代代木上原）

### 過去直通車輛

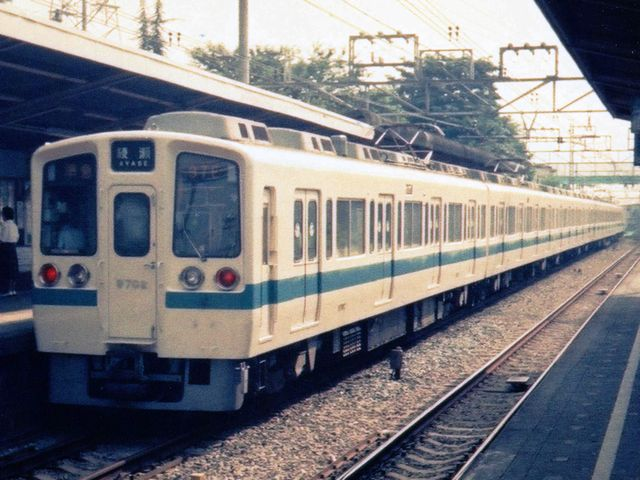
小田急9000型
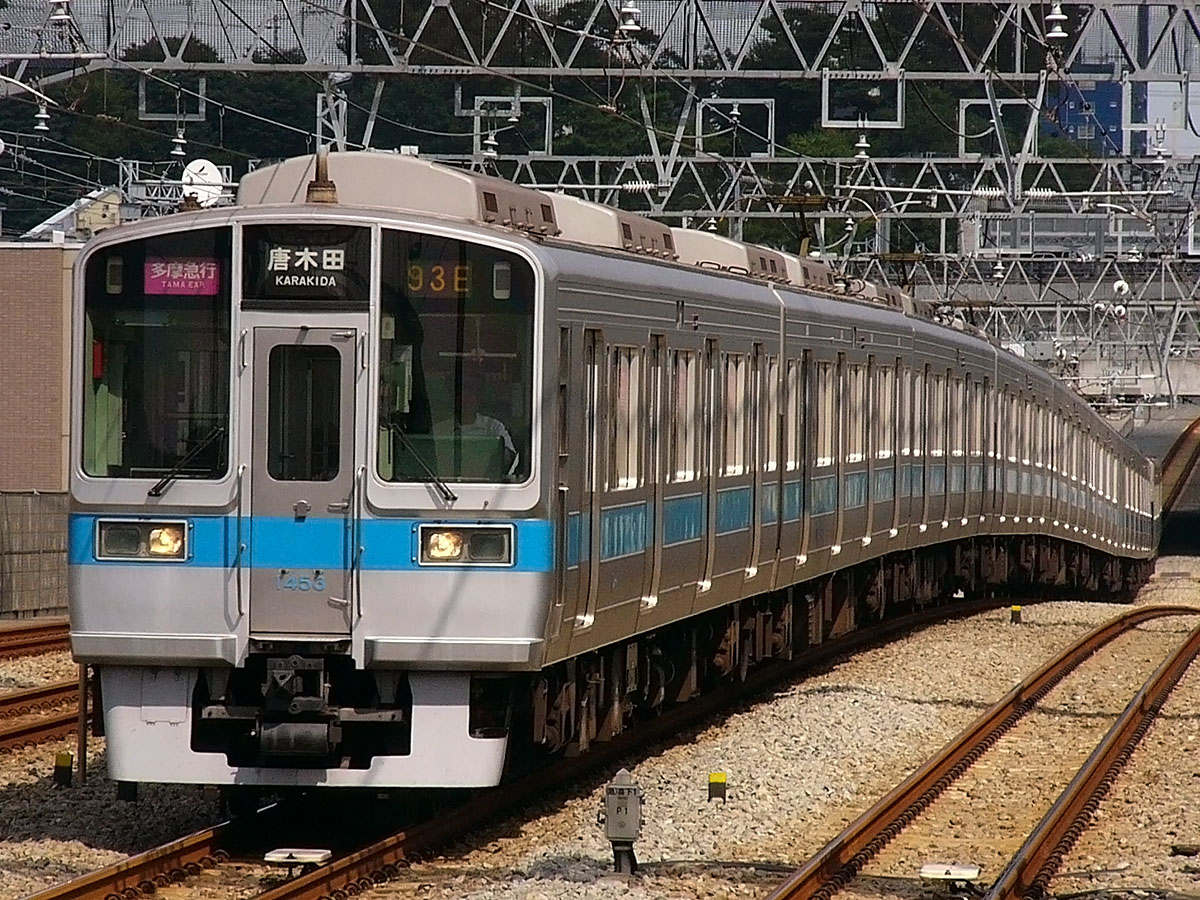
小田急1000型

國鐵、JR東日本
- 103系1000番台
1986年（昭和61年）撤退，改造為105系、輸出車輛或廢車。
- 207系900番台
2009年（平成21年）撤退，翌年2010年（平成22年）廢車。
- 203系
2011年（平成23年）9月撤退，廢車或讓予海外。　
- 209系1000番台
不能直通小田急線，故前面顯示圓圈E。2018年度撤退。

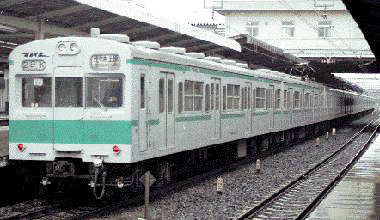
國鐵103系1000番台
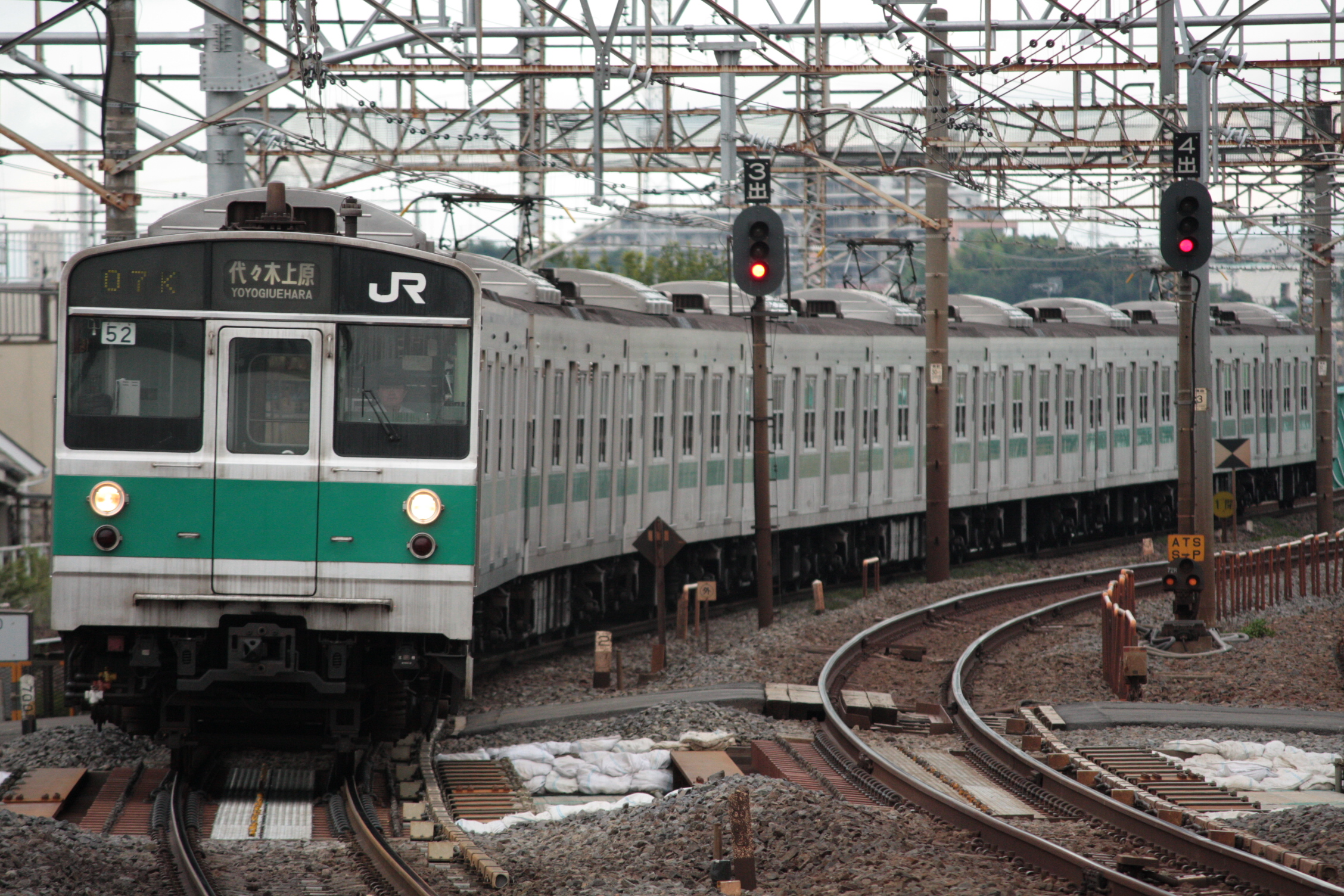
JR203系
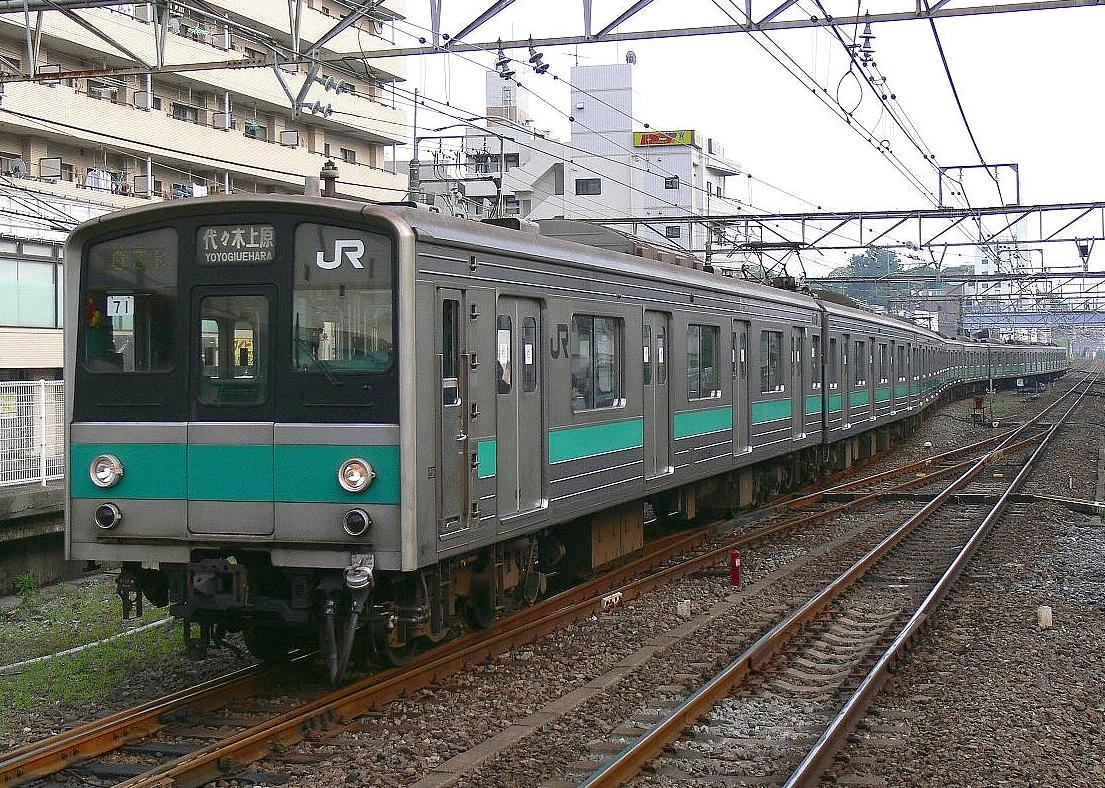
JR207系900番台
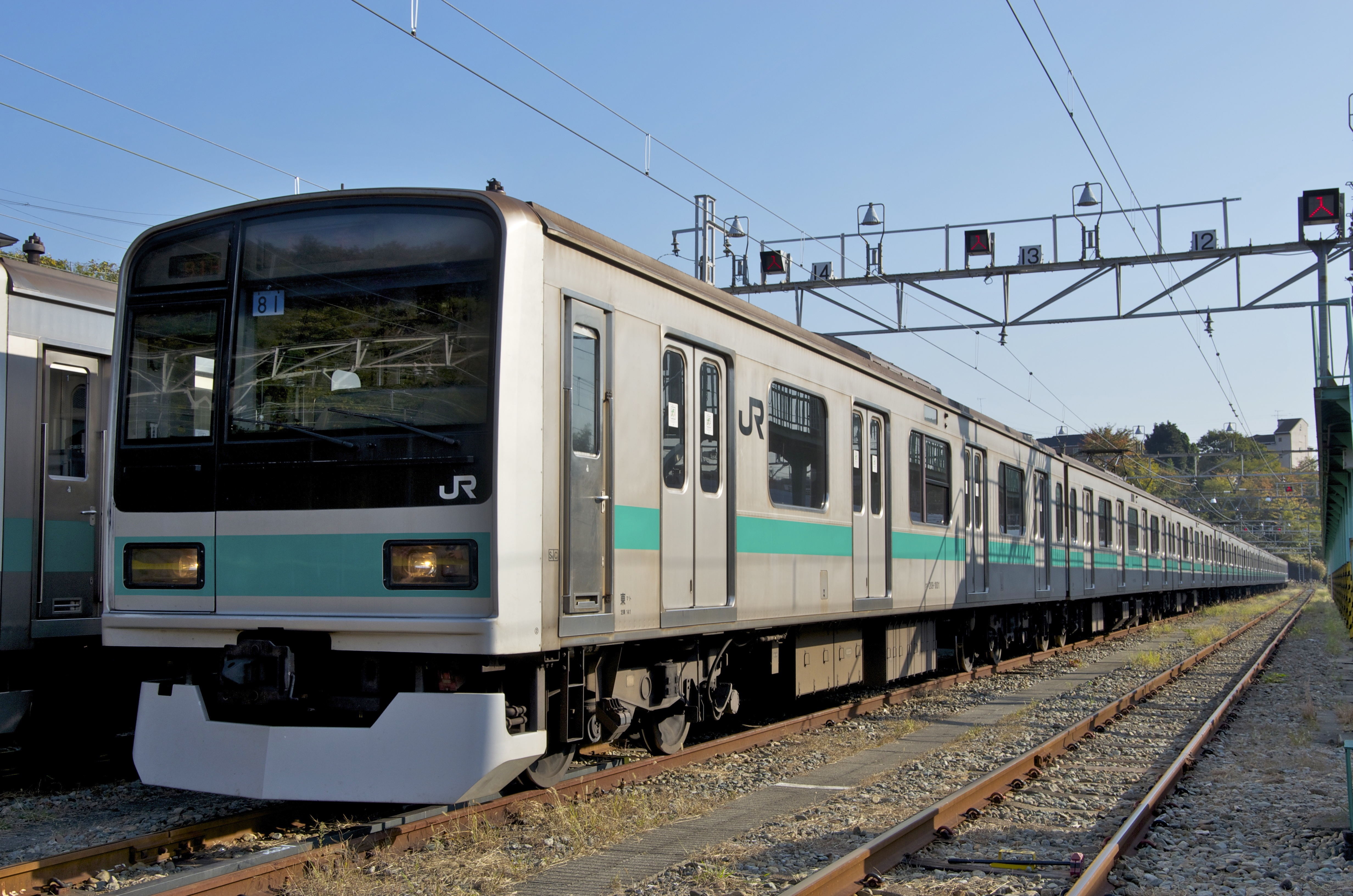
JR209系1000番台

小田急電鐵
- 9000型
1990年（平成2年）撤退，2006年廢車。
- 1000型
補充4000型，2010年（平成22年）夏頃撤退。　

- 小田急9000型
- 小田急1000型

## 利用狀況
2019年度最擁擠路段（A線町屋 → 西日暮里間）的擁擠率為179%。1節可載142人，比直通的常磐緩行線的140人多2人，2018年起雖未引入寬體車輛但1節已增至152人。
| 年度               | 最擁擠路段（町屋 → 西日暮里間） 輸送實績 | 最擁擠路段（町屋 → 西日暮里間） 輸送實績 | 最擁擠路段（町屋 → 西日暮里間） 輸送實績 | 最擁擠路段（町屋 → 西日暮里間） 輸送實績 | 特記事項                                                              |
| 年度               | 運行班次：班                             | 輸送力：人                               | 輸送量：人                               | 擁擠率：%                                | 特記事項                                                              |
| ------------------ | ---------------------------------------- | ---------------------------------------- | ---------------------------------------- | ---------------------------------------- | --------------------------------------------------------------------- |
| 1973年（昭和48年） | 18                                       | 25,632                                   | 51,659                                   | 202                                      |                                                                       |
| 1974年（昭和49年） | 18                                       | 25,632                                   | 55,057                                   | 215                                      |                                                                       |
| 1975年（昭和50年） | 18                                       | 25,632                                   | 55,240                                   | 216                                      |                                                                       |
| 1976年（昭和51年） | 18                                       | 25,632                                   | 58,525                                   | 228                                      |                                                                       |
| 1977年（昭和52年） | 18                                       | 25,632                                   | 55,240                                   | 216                                      | 1978年3月31日代代木公園－代代木上原間開業                             |
| 1978年（昭和53年） | 18                                       | 25,632                                   | 58,265                                   | 227                                      |                                                                       |
| 1979年（昭和54年） | 18                                       | 25,632                                   | 62,257                                   | 243                                      | 12月20日綾瀨－北綾瀨間開業                                            |
| 1980年（昭和55年） | 18                                       | 25,632                                   | 65,265                                   | 255                                      |                                                                       |
| 1981年（昭和56年） | 21                                       | 29,904                                   | 69,278                                   | 232                                      |                                                                       |
| 1982年（昭和57年） | 21                                       | 29,904                                   | 70,334                                   | 235                                      |                                                                       |
| 1983年（昭和58年） | 21                                       | 29,904                                   | 75,600                                   | 253                                      |                                                                       |
| 1984年（昭和59年） | 21                                       | 29,904                                   | 77,786                                   | 260                                      |                                                                       |
| 1985年（昭和60年） | 24                                       | 34,176                                   | 78,649                                   | 230                                      |                                                                       |
| 1986年（昭和61年） | 25                                       | 35,600                                   | 81,758                                   | 230                                      |                                                                       |
| 1987年（昭和62年） | 25                                       | 35,600                                   | 82,225                                   | 231                                      |                                                                       |
| 1988年（昭和63年） | 27                                       | 38,448                                   | 83,153                                   | 216                                      |                                                                       |
| 1989年（平成元年） | 27                                       | 38,448                                   | 83,036                                   | 216                                      |                                                                       |
| 1990年（平成2年）  | 27                                       | 38,448                                   | 83,620                                   | 217                                      |                                                                       |
| 1991年（平成3年）  | 27                                       | 38,448                                   | 87,937                                   | 229                                      |                                                                       |
| 1992年（平成4年）  | 27                                       | 38,448                                   | 86,923                                   | 226                                      |                                                                       |
| 1993年（平成5年）  | 27                                       | 38,448                                   | 85,618                                   | 223                                      |                                                                       |
| 1994年（平成6年）  | 27                                       | 38,448                                   | 84,816                                   | 221                                      |                                                                       |
| 1995年（平成7年）  | 27                                       | 38,448                                   | 83,181                                   | 216                                      |                                                                       |
| 1996年（平成8年）  | 27                                       | 38,448                                   | 82,603                                   | 215                                      |                                                                       |
| 1997年（平成9年）  | 27                                       | 38,448                                   | 81,868                                   | 213                                      |                                                                       |
| 1998年（平成10年） | 27                                       | 38,448                                   | 81,470                                   | 212                                      |                                                                       |
| 1999年（平成11年） | 29                                       | 41,296                                   | 79,732                                   | 193                                      | 引入209系                                                             |
| 2000年（平成12年） | 29                                       | 41,296                                   | 79,232                                   | 192                                      |                                                                       |
| 2001年（平成13年） | 29                                       | 41,296                                   |                                          | 191                                      |                                                                       |
| 2002年（平成14年） | 29                                       | 41,296                                   | 78,217                                   | 189                                      | 2003年3月19日半藏門線押上延伸開業                                     |
| 2003年（平成15年） | 29                                       | 41,296                                   |                                          | 186                                      |                                                                       |
| 2004年（平成16年） | 29                                       | 41,296                                   |                                          | 184                                      |                                                                       |
| 2005年（平成17年） | 29                                       | 41,296                                   | 74,113                                   | 179                                      | 8月24日筑波快線開業                                                   |
| 2006年（平成18年） | 29                                       | 41,296                                   | 74,220                                   | 180                                      |                                                                       |
| 2007年（平成19年） | 29                                       | 41,296                                   | 74,550                                   | 181                                      | 2008年3月30日日暮里-舍人線開業                                        |
| 2008年（平成20年） | 29                                       | 41,296                                   | 74,143                                   | 180                                      |                                                                       |
| 2009年（平成21年） | 29                                       | 41,296                                   | 73,561                                   | 178                                      |                                                                       |
| 2010年（平成22年） | 29                                       | 41,296                                   | 73,905                                   | 179                                      |                                                                       |
| 2011年（平成23年） | 29                                       | 41,296                                   | 73,075                                   | 177                                      | 國鐵車撤退                                                            |
| 2012年（平成24年） | 29                                       | 41,296                                   | 73,019                                   | 177                                      |                                                                       |
| 2013年（平成25年） | 29                                       | 41,296                                   | 73,289                                   | 177                                      |                                                                       |
| 2014年（平成26年） | 29                                       | 41,296                                   | 73,428                                   | 178                                      |                                                                       |
| 2015年（平成27年） | 29                                       | 41,296                                   | 73,564                                   | 178                                      |                                                                       |
| 2016年（平成28年） | 29                                       | 41,296                                   | 73,334                                   | 178                                      |                                                                       |
| 2017年（平成29年） | 29                                       | 41,296                                   | 73,564                                   | 178                                      |                                                                       |
| 2018年（平成30年） | 29                                       | 44,022                                   | 78,583                                   | 179                                      | 6000系、209系不再行駛 2019年3月16日北綾瀨開始與代代木上原方向直通運行 |
| 2019年（令和元年） | 29                                       | 44,022                                   | 78,927                                   | 179                                      |                                                                       |

## 車站列表
- 車站編號往B線方向（代代木上原往北綾瀨的方向）增加。
- 所有車站均位於東京都內。
- 綾瀨－北千住段與常磐線更遠的JR線各站互相到發時，視作同路段的JR線。同路段的JR營業距離為2.5公里。
- 浪漫特快的停車站參照該條目。
- 東京地下鐵的路線唯一一條沒有地底路段對向式月台的車站[23]。町屋－根津各站為側式月台上下2層構造。

### 本線
| 車站編號 | 中文站名           | 日文站名 | 英文站名 | 站間 距離 | 累計 距離 | 接續路線 | 所在地   |
| -------- | ------------------ | -------- | -------- | --------- | --------- | --- | -------- |
| C-01     | 代代木上原         |          |          | -         | 0.0       | 小田急電鐵： 小田原線（OH05）（直通運行至伊勢原站、 多摩線唐木田站（特急直通運行至箱根湯本站、片瀨江之島站） | 澀谷區   |
| C-02     | 代代木公園         |          |          | 1.0       | 1.0       | | 澀谷區   |
| C-03     | 明治神宮前〈原宿〉 |          |          | 1.2       | 2.2       | 東京地下鐵： 副都心線（F-15） 東日本旅客鐵道： 山手線（原宿：JY19） | 澀谷區   |
| C-04     | 表參道             |          |          | 0.9       | 3.1       | 東京地下鐵： 銀座線（G-02）、 半藏門線（Z-02） | 港區     |
| C-05     | 乃木坂             |          |          | 1.4       | 4.5       | 都營地下鐵： 大江戶線（六本木：E-23） | 港區     |
| C-06     | 赤坂 （TBS前）     |          |          | 1.1       | 5.6       | | 港區     |
| C-07     | 國會議事堂前       |          |          | 0.8       | 6.4       | 東京地下鐵： 丸之內線（M-14）、 銀座線（溜池山王：G-06）、 南北線（溜池山王：N-06） | 千代田區 |
| C-08     | 霞關               |          |          | 0.8       | 7.2       | 東京地下鐵： 丸之內線（M-15）、 日比谷線（H-07） | 千代田區 |
| C-09     | 日比谷             |          |          | 0.8       | 8.0       | 東京地下鐵： 日比谷線（H-08）、 有樂町線（有樂町：Y-18） 都營地下鐵： 三田線（I-08） 東日本旅客鐵道： 山手線（有樂町：JY30）、 京濱東北線（有樂町：JK25） 有地下通道通往銀座站、東銀座站                                                                                                  | 千代田區 |
| C-10     | 二重橋前〈丸之內〉 |          |          | 0.7       | 8.7       | 東海旅客鐵道： 東海道新幹線（東京） 東日本旅客鐵道： 東北新幹線、山形新幹線、秋田新幹線、上越新幹線、北陸新幹線（東京）、 山手線（東京：JY01）、 京濱東北線（東京：JK26）、 中央線（東京：JC01）、 東海道線（東京：JT01）、 總武線（快速）、橫須賀線（東京：JO19）、 京葉線（東京：JE01） | 千代田區 |
| C-11     | 大手町             |          |          | 0.7       | 9.4       | 東京地下鐵： 丸之內線（M-18）、 東西線（T-09）、 半藏門線（Z-08） 都營地下鐵： 三田線（I-09） | 千代田區 |
| C-12     | 新御茶之水         |          |          | 1.3       | 10.7      | 東京地下鐵： 丸之內線（淡路町：M-19） 都營地下鐵： 新宿線（小川町：S-07） 東日本旅客鐵道： 中央線（快速）（御茶之水：JC03）、 中央·總武線（各站停車）（御茶之水：JB18） | 千代田區 |
| C-13     | 湯島               |          |          | 1.2       | 11.9      | 都營地下鐵： 大江戶線（上野御徒町：E-09） | 文京區   |
| C-14     | 根津               |          |          | 1.2       | 13.1      | | 文京區   |
| C-15     | 千駄木             |          |          | 1.0       | 14.1      | | 文京區   |
| C-16     | 西日暮里           |          |          | 0.9       | 15.0      | 東日本旅客鐵道： 山手線（JY08）、 京濱東北線（JK33） 東京都交通局： 日暮里-舍人線（NT 02） | 荒川區   |
| C-17     | 町屋               |          |          | 1.7       | 16.7      | 京成電鐵： 本線（KS04） 東京都電車： 荒川線（東京櫻花有軌電車）（町屋站前：SA 06） | 荒川區   |
| C-18     | 北千住             |          |          | 2.6       | 19.3      | 東京地下鐵： 日比谷線（H-22） 東日本旅客鐵道： 常磐線（快速）（JJ05） 東武鐵道： 伊勢崎線（東武晴空塔線）（TS-09） 首都圈新都市鐵道： 筑波快線（TX05） | 足立區   |
| C-19     | 綾瀨               |          |          | 2.6       | 21.9      | 東京地下鐵：北綾瀨支線 東日本旅客鐵道： 常磐線（各站停車）（JL19）（直通運行至取手站） | 足立區   |

### 北綾瀨支線
所有車站皆位於東京都足立區內。
| 車站編號 | 中文站名 | 日文站名 | 英文站名 | 站間 距離 | 累計 距離 | 接續路線                                                         |
| -------- | -------- | -------- | -------- | --------- | --------- | ---------------------------------------------------------------- |
| C-19     | 綾瀨     |          |          | -         | 0.0       | 東京地下鐵：千代田線 東日本旅客鐵道： 常磐線（各站停車）（JL19） |
| C-20     | 北綾瀨   |          |          | 2.1       | 2.1       |                                                                  |

1. ↑  代代木上原站為與與其他公司接續的共同使用站，是小田急電鐵的管轄車站。
2. 1 2 3 4 5  乃木坂站與六本木站、日比谷站與JR有樂町站、二重橋前站與東京站、湯島站與上野御徒町站雖然距離接近，但沒有正式連絡。
3. 1 2  北千住站、綾瀨站為與其他公司接續的共同使用站，是東京地下鐵的管轄站。

### 來源
1. 1 2 3 4  東京地下鉄道千代田線建設史、pp.827 - 828。
2. ↑  東京メトロハンドブック2008
3. ↑  「東京メトロ16000系が営業運転を開始 （页面存档备份，存于）」交友社『鉄道ファン』railf.jp 鉄道ニュース、2010年11月5日
4. ↑  「9月12日（月）から小田急線は通常ダイヤに戻りますPDF」小田急電鉄ニュースリリース、2011年9月5日
5. ↑  「05系改造車が千代田線綾瀬—北綾瀬間で営業運転を開始 （页面存档备份，存于）」交友社『鉄道ファン』railf.jp 鉄道ニュース、2014年5月3日
6. ↑  岸田法眼. . 赫芬顿邮报 日文版. 2015年8月15日  [2016年8月6日]. （原始内容存档于2016年8月19日）.
7. 1 2 3   (PDF) (新闻稿). 東京地下鉄. 2018-12-14  [2020-03-11]. （原始内容存档 (PDF)于2019-01-29） （日语）.
8. ↑  .   [2020年8月15日]. （原始内容存档于2019年3月7日）.
9. ↑  小田急線 千代田線 JR常磐線（各駅停車）の相互直通運転に向けた準備を開始します〜小田急・JR東日本車両も3線直通可能な車両にしていきます〜PDF - 東日本旅客鉄道、2013年3月27日。
10. ↑  日比谷線、東西線、千代田線、有楽町線、半蔵門線、副都心線のダイヤを改正します （页面存档备份，存于） - 2015年12月18日 東京メトロ ニュースリリース
11. ↑  京三製作所製。 - 株式会社 京三製作所 2008年3月期決算説明会PDF
12. ↑  平成25年度（第10期）事業計画PDF - 東京地下鉄
13. ↑  . 乗りものニュース. 2017-12-16  [2020-07-14]. （原始内容存档于2020-07-05）.
14. ↑   (PDF) (新闻稿). 東京地下鉄. 2018-10-23  [2018-10-24]. （原始内容存档 (PDF)于2018-10-24）.
15. ↑  『メトロあさぎり』運転 （页面存档备份，存于） - 鉄道ファン・railf.jp 鉄道ニュース、2018年12月3日
16. ↑  東京メトロ6000系がラストラン （页面存档备份，存于） - 交友社「鉄道ファン」 railf.jp 鉄道ニュース、2018年11月12日
17. ↑  【東京地下鉄】06系、新木場へ （页面存档备份，存于） - 鉄道ホビダス RMニュース、2015年8月13日
18. ↑  東京メトロ06系の解体が始まる （页面存档备份，存于） - 交友社「鉄道ファン」 railf.jp鉄道ニュース 2015年9月25日
19. ↑   (PDF). 国土交通省: 3. 2020-09-27  [2020-09-27].[]
20. ↑  草思社『東京圏通勤電車 どの路線が速くて便利か』
21. ↑  「都市交通年報」各年度版
22. ↑   (PDF). 神奈川県. 1987-09  [2015-05-10]. （原始内容 (PDF)存档于2015-01-13）.
23. ↑  包括副都心線與有樂町線共用路段。只限副都心線的路段，同樣不存在地底對向式月台。

## 外部連結
- 千代田線/C | 路線、車站資訊 | 東京地下鐵（页面存档备份，存于）
- 東京地下鐵 - 特急浪漫特快使用導覽（页面存档备份，存于）
- 千代田線的歷史（页面存档备份，存于） - Metro archive album（公益財團法人地鐵文化財團）